# Grabik
 Ovo je glavno značenje pojma Grabik. Za druga značenja pogledajte Grabik (razdvojba).
Grabik je naselje u Republici Hrvatskoj, u sastavu Grada Čazme, Bjelovarsko-bilogorska županija. 

## Stanovništvo
Prema popisu stanovništva iz 2001. godine, naselje je imalo 71 stanovnika te 20 obiteljskih kućanstava.

Prema popisu stanovništva 2011. godine naselje je imalo 57 stanovnika.
| broj stanovnika |       |       |       |       |       |       |       |       | 80    | 138   | 131   | 91    | 73    | 53    | 71    | 57    | 55    |
|                 | 1857. | 1869. | 1880. | 1890. | 1900. | 1910. | 1921. | 1931. | 1948. | 1953. | 1961. | 1971. | 1981. | 1991. | 2001. | 2011. | 2021. |